# Twista
Carl Terrell Mitchell (Chicago, 27 november 1973), beter bekend onder zijn artiestennaam Twista (voorheen Tung Twista), is een Amerikaanse rapper.
Twista droeg de titel van snelste rapper in de wereld volgens Guinness World Records in 1992 met het lied Song from the Tip of My Tongue. Hij was in staat in 55 seconden 598 lettergrepen uit te spreken. 
In 1997 tekende Twista een contract met Big Beat/Atlantic Records en debuteerde daar dat jaar met Adrenaline Rush. In 1998 richtte hij samen met anderen de groep Speedknot Mobstaz op. Zijn album Kamikaze uit 2004 steeg tot nummer 1 in de Amerikaanse albumhitparade na het succes van de single Slow Jamz.

## Discografie
Albums
- 1991: Runnin' Off at da Mouth
- 1994: Resurrection
- 1997: Adrenaline Rush
- 1998: Mobstability
- 2004: Kamikaze
- 2005: The Day After
- 2007: Adrenaline Rush 2007
- 2009: Category F5
- 2010: The Perfect Storm
- 2014: Dark Horse
- 2017: Crook County

- Bibliothèque nationale de France: cb14234712k (data)
- Gemeinsame Normdatei: 135356555
- International Standard Name Identifier: 0000 0000 5518 4960
- Library of Congress Control Number: no2004070170
- MusicBrainz: 0bc858a1-3573-4216-9423-c96dd8c72919
- Virtual International Authority File: 31145970038132250651
- WorldCat: E39PBJvHfTMfTjvqMkWfVfkv73